# Čerendej
Il Čerendej (in russo Черендей? o Чёрёндёй, Čërëndëj; in lingua sacha Чэрэндэй, Čėrėndėj) è un fiume della Russia siberiana orientale, affluente di sinistra della Lena. Scorre nella Sacha (Jacuzia).

## Descrizione
Il fiume, che nasce nella parte meridionale delle Alture della Lena, scorre per lo più in direzione da ovest a est. La lunghezza del fiume è di 226 km, l'area del suo bacino è di 2 910 km². Sfocia nel fiume Lena a una distanza di 2178 km dalla sua foce. 